# Patehan
Patehan is een bestuurslaag in het regentschap Jogjakarta van de provincie Jogjakarta, Indonesië. Patehan telt 4671 inwoners (volkstelling 2010).